# Jacob Neestrup
Jacob Neestrup, né le 8 mars 1988 à Copenhague au Danemark, est un footballeur danois qui évolue au poste de milieu défensif. Reconverti entraîneur, il est actuellement en poste au FC Copenhague.

## Biographie

### Carrière de joueur
Né à Copenhague au Danemark, Jacob Neestrup est notamment formé au Fremad Amager et par le Kjøbenhavns Boldklub avant de rejoindre le FC Copenhague. Avec ce club il remporte le championnat du Danemark, lors de la saison 2008-2009.
Après un passage en Norvège du côté du Stavanger IF Fotball, Neestrup quitte le club en proie à des problèmes financiers qui l'empêche de payer certains joueurs, dont le milieu de terrain danois. Il rejoint alors le FH Hafnarfjörður en mai 2010 mais son aventure en Islande est compliquée. Après quelques matchs joués, il est écarté des terrains en raison d'une blessure, puis à son retour il est victime d'un accident de voiture qui le tient une nouvelle fois loin des terrains.
En janvier 2011, Jacob Neestrup fait son retour au Danemark et rejoint le Fremad Amager, où il a notamment été formé.

### Carrière d'entraîneur
Jacob Neestrup entame sa carrière d'entraîneur au FC Copenhague, dans les équipes de jeunes du club.
Le 28 mai 2018, Neestrup est promu en équipe première en tant qu'adjoint de Ståle Solbakken.
Le 20 juin 2019, Jacob Neestrup est nommé, à 31 ans, entraîneur principal du Viborg FF.
Alors qu'il mène le Viborg FF à la première place de deuxième division danoise à la mi-saison, Neestrup quitte le club pour faire son retour au FC Copenhague en janvier 2021, en tant qu'entraîneur adjoint de Jess Thorup. L'annonce est faite le 22 décembre 2020,. Les dirigeants du Viborg FF sont alors très contrariés par ce départ, le directeur sportif du club, Jesper Fredberg, assurant avoir fait tout son possible pour que Neestrup reste à Viborg mais le nouvel entraîneur adjoint de Copenhague explique son choix par un souhait de se rapprocher de sa famille résidant dans la capitale danoise.
Le 20 septembre 2022, Neestrup est nommé entraîneur principal de l'équipe première du FC Copenhague après le limogeage de Jess Thorup quelques jours plus tôt en raison de résultats peu satisfaisants.
Dès cette saison 2022-2023, sa première à la tête du FC Copenhague, il sacré champion du Danemark, le club remportant le quinzième titre de son histoire,.

## Palmarès

### Joueur
FC Copenhague
- Championnat du Danemark (1) :
  - Champion : 2008-2009.

### Entraîneur
FC Copenhague
- Championnat du Danemark (1) :
  - Champion : 2022-2023.
- Coupe du Danemark (1) :
  - Vainqueur : 2022-2023.